# Ols-et-Rinhodes
Ols-et-Rinhodes – miejscowość i gmina we Francji, w regionie Oksytania, w departamencie Aveyron. W 2013 roku jej populacja wynosiła 162 mieszkańców. 